# Казначеевка (Днепропетровская область)
Казначеевка (укр. Казначеївка) — село,
Казначеевский сельский совет,
Магдалиновский район,
Днепропетровская область,
Украина.
Код КОАТУУ — 1222383301. Население по переписи 2001 года составляло 1107 человек.
Является административным центром Казначеевского сельского совета, в который не входят другие населённые пункты.

## Географическое положение
Село Казначеевка находится в 3-х км от правого берега реки Губиниха,
на расстоянии в 2,5 км от сёл Николаевка (Новомосковский район) и Затишное (Новомосковский район).
По селу протекает пересыхающий ручей с запрудой.

## Экономика
- «Дружба-Казначеевка», сельскохозяйственное ООО.
- Дрогобычский молочный завод ОАО.

## Объекты социальной сферы
- Школа.
- Дом культуры.